# Flughafen Ta'if

i7
i11
i13
Der Flughafen Ta'if (arabisch مطار الطائف الدولي, IATA-Code: TIF, ICAO-Code: OETF) liegt im Westen Saudi-Arabiens, etwa 27 km nordöstlich der Stadt Ta'if, einer Stadt in der Provinz Mekka.
Der Flughafen wurde 1976 eröffnet und verfügt über zwei Start- und Landebahnen. Er ist mit einigen nationalen und internationalen Zielen verbunden, unter anderem mit Kairo, Dubai und Riad. Seine Bedeutung resultiert in der Überlastung der anderen Flughäfen der Provinz Mekka sowie darin, dass Ta'if im Sommer ein beliebtes Reiseziel für Saudis ist, da in der hochgelegenen Region die Temperaturen weniger hoch sind als in anderen Teilen des Landes.